# شريط (رباط)

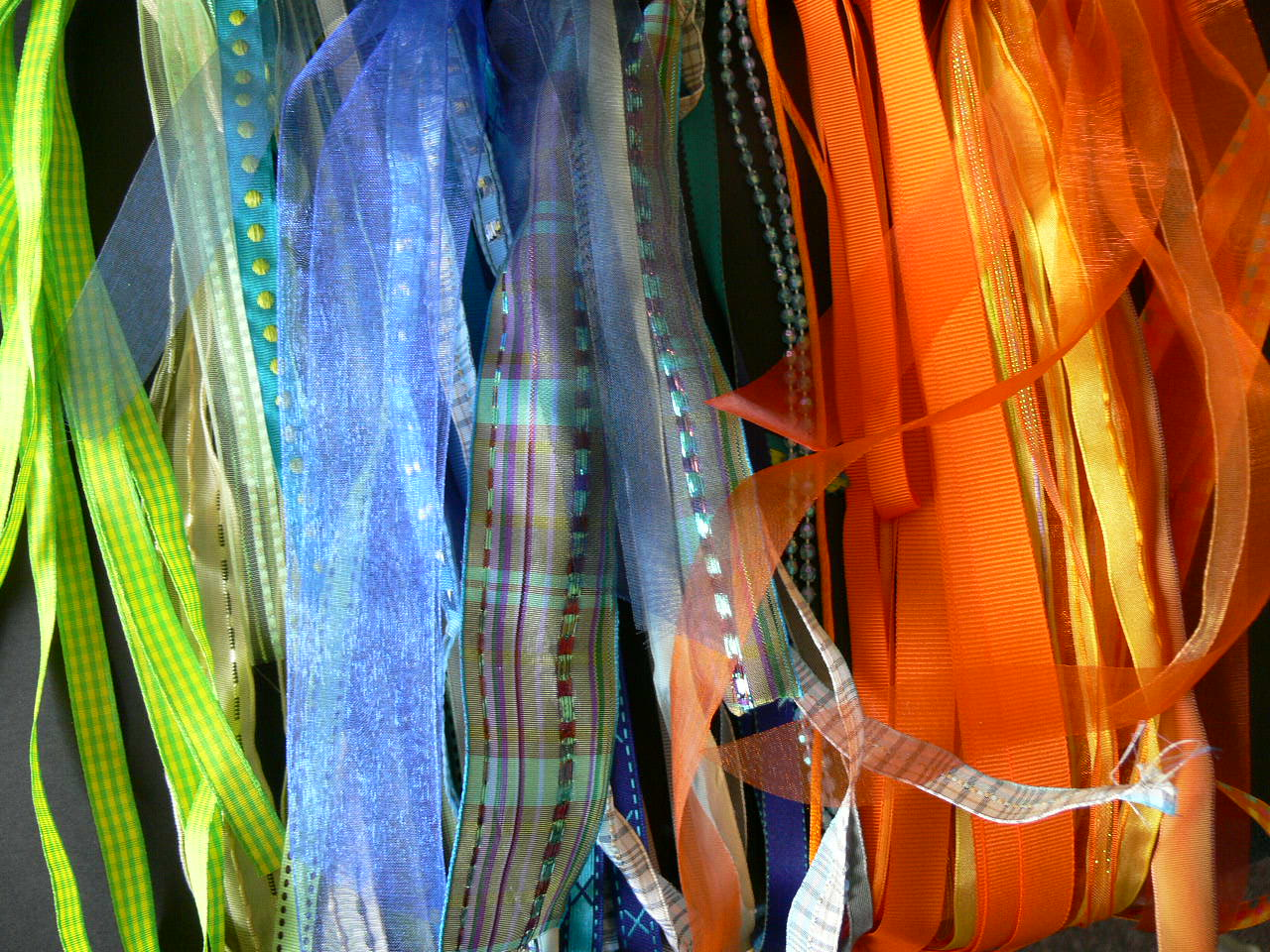
أشرطة.

الشريط هو رباط رقيق من مادة، عادة من القماش ويمكن أن يكون من اللدائن أو أحياناً من المعدن، ويستخدم بشكل أساسي للربط أو للزينة. الأشرطة القماشية مصنوعة من مواد طبيعية مثل الحرير والقطن والجوت أو من مواد اصطناعية مثل البوليستر والنايلون والبولي بروبيلين. بعض الأقمشة الشائعة المستخدمة في صناعة الأشرطة هي الساتان والأورجانزا والقماش الشفاف والحرير والمخمل.